# Octava (música)

Octava justa do-do

En música, una octava és l'interval que separa dos sons les freqüències dels quals estan en relació de dos a un. Es coneix des de l'edat d'or de l'Islam,
- Exemple d'octava: el la4 de 880 Hz és una octava més alta respecte al la3 de 440 Hz.

També se li diu octava a la diferència de freqüències entre dues notes que estan separades per una relació 2:1. La diferència de la definició anterior amb aquesta és que aquí es parla d'octava com una regió i no com una distància.
- Exemple d'octava 2: si diem que el re està una novena per sobre del do, està dins de la següent octava.

El nom d'octava obeeix sempre al fet que l'escala occidental recorre aquesta distància després de set passos desiguals de to i semitò. Com que els intervals es quantifiquen per una xifra que expressa el nombre de notes compreses, incloses les notes dels extrems, aquest interval es denomina octava, ja que l'integren vuit notes.
- Exemple d'octava 3: do-re-mi-fa-sol-la-si-do.

## Notació
La notació 8va sol aparèixer en partitures musicals, significa que s'ha de tocar en una octava més alta que l'escrita. A vegades 8va també vol dir que el músic toqui un passatge en una octava més baixa, encara que el 8vb, notació similar, és més comú. De la mateixa manera, 15mA (quindicesima) significa "tocar dues octaves més alt que el que hi ha escrit" i 15 MB significa "tocar dues octaves més baixes que el que hi ha escrit." Qualsevol d'aquestes adreces es poden cancel·lar amb la paraula loco, però sovint una línia discontínua o categoria indica el grau de la música afectats. Per als propòsits teòrics de música (no en la partitura), octava pot ser abreujat per P8 (que és una abreviatura de Perfecte En vuitè lloc, l'interval entre 12 semitons o una vuitena).

## Càlcul de les octaves
El nombre d'octaves entre dues freqüències pot calcular-se mitjançant l'ús de logaritmes en base 2.
- Exemple: si les freqüències audibles per l'orella humana és de 20 Hz a 20.000 Hz, el nombre d'octaves que abraça aquestes freqüències és de {\displaystyle log_{2}(20000/20)}, això és, 9,97 octaves.

## Octava teòrica i octava real
És important recalcar que l'interval musical d'octava no sempre té una relació de freqüències de 2:1 com l'octava "teòrica". En l'afinació del piano, per exemple, les octaves que s'allunyen de la zona central del teclat són una mica més àmplies per compensar la manca de linealitat de l'oïda humà respecte de la percepció d'intervals musicals, en regions molt agudes o molt greus de la tessitura d'aquests instruments, i per compensar també la inharmonicitat del timbre del piano, en què les cordes són molt gruixudes en relació amb la seva longitud i, per tant, els parcials del seu so no guarden una relació harmònica perfecta. La conseqüència de tot això és que les notes agudes del piano es perceben una mica més baixes del que s'esperava si s'afinen com octaves perfectes a partir de la referència central. El mateix pot dir-se (en sentit oposat) de les notes més greus, que han d'afinar una mica més baixes per aconseguir octaves "musicalment correctes". L'afinador de pianos ha d'utilitzar octaves lleugerament ampliades cap a la dreta del teclat i més ampliades encara cap a l'esquerra, en un piano de cua. En el piano vertical, les octaves s'han d'ampliar encara més, ja que les cordes són més curtes en proporció i el seu so és més inharmònic.